# Cégek listája bevételük alapján
Ezen az oldalon a világ cégeinek bevétel szerinti listája szerepel (első 20 helyezett).
| Helyezés | Cég neve                   | Bevétel (milliárd USD), év | Bejegyezve                    | Vezérigazgató           |
| -------- | -------------------------- | -------------------------- | ----------------------------- | ----------------------- |
| 1        | ExxonMobil Corporation     | 390,3 (2007)               | Amerikai Egyesült Államok     | Rex W. Tillerson        |
| 2        | Wal-Mart Stores, Inc.      | 374,5 (2008)               | Amerikai Egyesült Államok     | H. Lee Scott, Jr.       |
| 3        | Royal Dutch Shell plc      | 355,8 (2007)               | Egyesült Királyság, Hollandia | Jeroen van der Veer     |
| 4        | British Petroleum          | 292 (2007)                 | Egyesült Királyság            | Tony Hayward            |
| 5        | Toyota Motor Corporation   | 264,8 (2008)               | Japán                         | Fujio Cho               |
| 6        | Total S.A.                 | 217,6 (2007)               | Franciaország                 | Christophe de Margerie  |
| 7        | Chevron Corporation        | 214,1 (2007)               | Amerikai Egyesült Államok     | David J. O'Reilly       |
| 8        | Saudi Aramco               | 199,8 (2006)               | Szaúd-Arábia                  | Abdullah S. Jum'ah      |
| 9        | ING Group N.V.             | 197,9 (2007)               | Hollandia                     | Michel Tilmant          |
| 10       | ConocoPhillips             | 187,4 (2007)               | Amerikai Egyesült Államok     | James Mulva             |
| 11       | General Motors Corporation | 181,1 (2007)               | Amerikai Egyesült Államok     | G. Richard Wagoner, Jr. |
| 12       | Samsung Group              | 174,2 (2007)               | Dél-Korea                     | Lee Soo-bin             |
| 13       | Ford Motor Company         | 172.5 (2007)               | Amerikai Egyesült Államok     | Alan Mulally            |
| 14       | General Electric           | 169.7 (2007)               | Amerikai Egyesült Államok     | Jeffrey Immelt          |
| 15       | Volkswagen AG              | 160.3(2007)                | Németország                   | Martin Winterkorn       |
| 16       | Daimler AG                 | 146.3                      | Németország                   | Dieter Zetsche          |
| 17       | Dexia                      | 140.8(2007)                | Belgium                       | Axel Miller             |
| 18       | AXA Group                  | 138.4(2007)                | Franciaország                 | Henri de Castries       |
| 19       | Carrefour SA               | 135.8 (2007)               | Franciaország                 | José Luis Duran         |
| 20       | Sinopec                    | 131.6 (2006)               | Kína                          | Jiming Wang             |